# La Sirène de Paris
Pour les articles homonymes, voir sirène (homonymie).
La Sirène, orchestre d'harmonie de Paris est un des plus anciens orchestres amateurs de la capitale française. Créée en 1874, elle compte aujourd'hui 70 musiciens et est dirigée par Grégoire Michaud.

## Historique
Créée en 1874, La Sirène est l’un des plus anciens orchestres d’harmonie amateur indépendant de la capitale.
Cette institution musicale s‘inscrit à la croisée des styles musicaux : classique, jazz, musiques de film… et s’attache à conserver ses missions originelles :
- la préservation et la mise en valeur de la pratique musicale amateur à Paris
- l’éducation musicale populaire
- la défense de la musique française et de la création contemporaine.

Comptant à l’origine une dizaine de musiciens, elle accueille au début du XXe siècle plus de 140 instrumentistes se produisant dans de nombreuses manifestations en province et à l’étranger, La Sirène jouit alors d’une renommée certaine.
La Sirène est également un ardent défenseur de la musique française : Camille Saint-Saëns, Jules Massenet, Gabriel Fauré, Gabriel Pierné, Vincent d’Indy, Paul Dukas, Florent Schmitt et Nadia Boulanger ont écrit pour La Sirène.
En 1995, La Sirène décide de réaffirmer son rôle d’ambassadeur de l’orchestre d’harmonie de tradition française et nomme alors Fabrice Colas au poste de directeur musical ayant pour mission de redonner vie à l’ensemble et d’en faire une harmonie dynamique et de qualité. Grâce à un travail soutenu, La Sirène a vu ses effectifs et sa qualité musicale progresser d’année en année. Aujourd’hui, l’orchestre compte soixante-dix musiciens.
La Sirène, s'attache également à enrichir le répertoire d'orchestre d'harmonie par une politique de commandes dans différentes esthétiques : Benoît Menut, Anthony Girard, Nicolas Folmer, Violetta Cruz. En 2020, elle a organisé un concours de composition destiné aux jeunes compositrices, sous le marrainage de Violeta Cruz. La finale, organisée en avril 2022 a distingué Diana Ortiz (1e prix et prix du public), Silvia Berrone (2e prix) et Lisa Heute (3e prix).
La Sirène, orchestre d'harmonie de Paris, se produit tout au long de l’année dans Paris, et ponctuellement en région. Dans la capitale, La Sirène a notamment joué à l’église de La Madeleine, au Musée d’Orsay, le Panthéon, dans l’amphithéâtre de l’Unesco, au studio 104 de la Maison de la Radio, à l'Institut océanographique, dans la salle Olympe de Gouge, sur le parvis de la mairie du 14e arrondissement, dans les auditoriums des conservatoires des 11e, 13e et 19e arrondissements, à la MPAA St Germain. Elle participe également à l'animation des kiosques parisiens l'été.
Attachée à sa mission d'éducation populaire, La Sirène propose régulièrement des projets pédagogiques à destination des élèves des conservatoires parisiens (La Mer en 2017, West Side Story en 2018, Marching band des JO en 2018, Rock'harmonie en 2019) et des établissements scolaires partenaires (collège Henri-Wallon à Ivry-sur-Seine, collège Sévigné à Paris, cité scolaire Gabriel-Fauré à Paris).
Installée dans le 14e arrondissement, no 20 rue Dareau, La Sirène a été un lieu de répétition pour les différents ensembles amateurs et professionnels de la capitale jusqu'à sa fermeture pour travaux en janvier 2020. Les nouveaux espaces seront inaugurés au 1e semestre 2023 et permettront d'augmenter les capacités d'accueil des ensembles et développer de nouvelles activités autour de résidences d'artistes professionnels et amateurs : saison culturelle, ateliers pédagogiques, actions d'éducation artistique et culturelle.

## Directeurs musicaux
1874 :  Rouze, chef de la fanfare d'Ivry dissoute la même année. Rouze ne dirigera la Sirène que quelques mois à cause de son état de santé.
1874 - 1888 :  Paul Levasseur. Membre fondateur, sous sa direction La Sirène participera à ses premiers concours. Elle remportera sa première victoire : 1er prix du concours du Kremlin-Bicêtre (3e division, 1e section). En 1886, La Sirène est classée en division d'excellence
1888-1921 :    Louis Millet, chef emblématique de La Sirène. Avec Charles Levasseur, frère de Paul et membre fondateur qui co-dirigera l'orchestre entre 1906 et 1910, il réalisera de nombreuses transcriptions pour la fanfare. La Sirène devient la "Reine des fanfares".
1921-1926 :    Léon Déliance, ancien chef de l’Élysée. Il meurt subitement en plein concert.
1926-1929 :    Henri Fernand
1929-1932:     Charles Wilhelm
1933-1944 :    Joseph Edouard Barat
1944- ~70 :    André Delsarte
1977- ~80 :    Marcel Naulais
1982-1995 :    Olivier Guion
1995-2022  :    Fabrice Colas

Depuis 2021 : Grégoire Michaud